# Fila Fresh Crew
The Fila Fresh Crew — хип-хоп-трио, организованное в Далласе. Группа состояла из музыкантов The D.O.C (известного в то время как Doc-T), Fresh K и Dr. Rock.

## История
Работа Dr. Rock с Dr. Dre в электро-группе: «World Class Wrekin' Cru» помогла появиться песням The Fila Fresh Crew в сборнике: «N.W.A And The Posse», который получил золотой сертификат RIAA, и сделал The Fila Fresh Crew известными в 1987 году. Год спустя трио выпустило мини-альбом «Tuffest Man Alive», продвижение которого было запущенно выпуском трех синглов.
Группа прекратила свое существование в 1988 году. Однако, один из участников группы, The D.O.C продолжил работу в Ruthless RecordsВ, и там же записал свой первый сольный альбом No One Can Do It Better. В 2017 году единственный мини-альбом группы «Tuffest Man Alive» был первыпущен ограниченным тиражом на CD.

## Дискография

### Мини-альбом
| Название          | Детали                                                        |
| ----------------- | ------------------------------------------------------------- |
| Tuffest Man Alive | - Год выпуска: 1988 - Лэйбл: Macola - Формат: LP, кассеты, CD |

### Синглы
| Год  | Название               | Альбом            |
| ---- | ---------------------- | ----------------- |
| 1988 | «I Hate to Go to Work» | Tuffest Man Alive |
| 1988 | «Dunk the Funk»        | Tuffest Man Alive |
| 1989 | «Fear of the Rap»      | Tuffest Man Alive |

### Гостевое участие
| Название            | Год  | Исполнитель         | Альбом               |
| ------------------- | ---- | ------------------- | -------------------- |
| «Dunk the Funk»     | 1987 | The Fila Fresh Crew | N.W.A. and the Posse |
| «Drink It Up»       | 1987 | The Fila Fresh Crew | N.W.A. and the Posse |
| «Tuffest Man Alive» | 1987 | The Fila Fresh Crew | N.W.A. and the Posse |
| «3 the Hard Way»    | 1987 | The Fila Fresh Crew | N.W.A. and the Posse |

### Видеоклипы
| Название               | Альбом            |
| ---------------------- | ----------------- |
| «I Hate To Go To Work» | Tuffest Man Alive |